# 굿맨쥐여우원숭이
굿맨쥐여우원숭이(Microcebus lehilahytsara)는 마다가스카르 동부의 안다시베에 사는 쥐여우원숭이의 일종이다. 약 200만년 전에 이 지역의 다른 쥐여우원숭이들로부터 분화한 것으로 간주하고 있다. 이 종의 이름은 영장류 동물학자 스티브 굿맨의 이름을 따서 지었다. 학명 "Lehilahytsara"은 말라가시어로 "좋은"과 "남자"라는 의미를 지닌 단어를 합성한 것이다. 이 발견은 또 다른 종인 북부큰쥐여우원숭이(Mirza zaza)의 발견과 함께 2005년 8월 10일에 이루어졌다. 2005년, 굿맨은 마다가스카르에서의 발견과 연구 업적에 의해 맥아더 펠로우십을 수상했다.